# Buick
Buick (es pronuncia (IPA) ['bjuɪk]) és una marca d'automòbils construïts als Estats Units, Canadà i Xina per General Motors Corporation (GM). Els Buick es venen a Nord-amèrica, Xina, Taiwan i Israel. Actualment és la marca d'accés de vehicles luxosos des de la desaparició de Oldsmobile el 2004; Saab, marca subsidiària de GM, ocupa un lloc semblant a Buick respecte del preu i nivell de prestigi.

## Història
Originàriament Buick era un fabricant independent de vehicles; fundada el 19 de maig del 1903 per l'americà d'origen escocès David Dunbar Buick (qui a més va inventar el sistema OHV o també conegut com a pushrod, d'aquí l'èxit que va tenir la companyia) a Flint, Michigan. El 1904 la companyia va ser dirigida per James Whiting, que la va comprar amb William C. Durant per dirigir la nova adquisició.
Durant va fer que Buick esdevingués el principal fabricant de cotxes a Amèrica. Usant els beneficis que li rendia Buick, Durant va començar a adquirir una sèrie d'empreses, creant una gran empresa anomenada General Motors.
En principi, les empreses pertanyents a General Motors competien entre ells, però Durant va decidir posar fre, ja que ell volia que GM es dirigís els productes per a cada tipus diferent de comprador, i en el seu esquema, Buick havia d'estar a prop del nivell màxim: només Cadillac és la marca de més prestigi que Buick.
El 1929, Buick Motor Division va llençar la marca Marquette, dissenyada per cobrir l'espai entre Buick i Oldsmobile, però el 1930 va desaparèixer.
En l'actualitat, Buick segueix en la mateixa posició (semi-luxe). El client de Buick és aquell que possiblement no és suficientment ric per adquirir un Cadillac o no vol un vehicle de tanta ostentació com aquesta marca; en resum, un vehicle que no sigui "comú". Buick és una de les marques més antigues en el món, només superada per Mercedes-Benz, Renault, Peugeot, Cadillac, Daimler i la desapareguda Oldsmobile.
Es va especular que Buick podria córrer la mateixa sort que Oldsmobile per una qüestió de reducció de costos.
Buick va començar el 2005 un procés de renovació, substituint el Century i el Regal pel LaCrosse (Buick Allure al Canadà), i el LeSabre i Park Avenue pel Lucerne el 2006. També el fabricant suprimeix als vehicles tot camí Rendezvous i Rainier amb l'Enclave el 2008, mentrestant la Terraza serà suprimida en breu. Tot això farà que el fabricant només ofereixi 3 productes a Nord-amèrica el 2009.

## Detalls distintius
Trishield

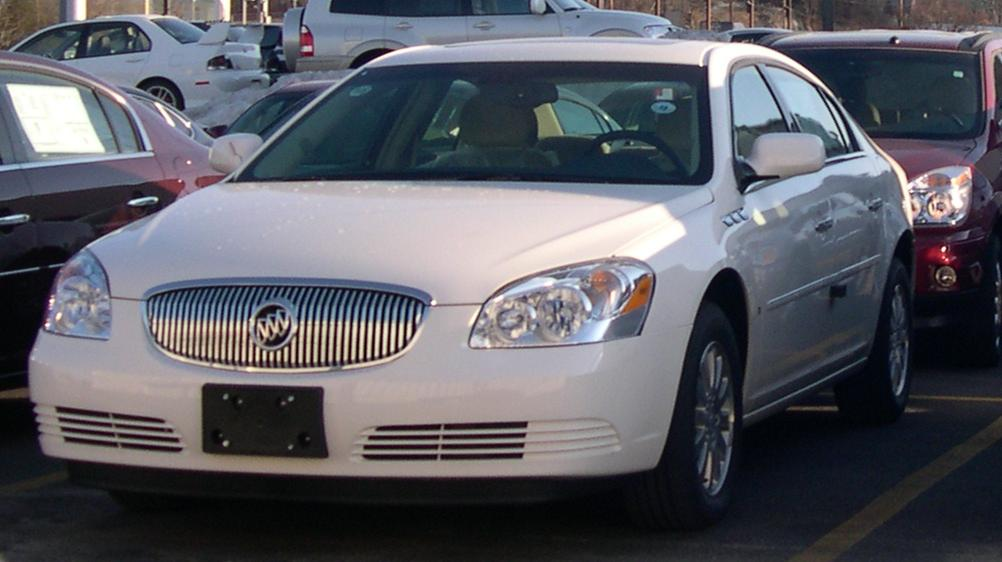
Buick Lucerne on apareix la Trishield i els Ventiports

L'emblema de Buick, consistent en 3 escuts en diagonal i junts, de color roig el de l'esquerra, blanc (o lleugerament gris) el del mig i blau al de la dreta. Aquest disseny va ser adoptat el 1959 per als models del 1960 i representen els 3 models que formaven part de la línia d'aquell any: LeSabre, Invicta i Electra. Els escuts s'agafen de l'escut de la família Buick.
Ventiports
De 1949 data el primer model a usar-los. Es tracten de 3 o 4 sortides d'aire que s'ubiquen al lateral davanter, o sigui, on hi ha el motor. On va aparèixer aquest detall fou en un cotxe personalitzat (no fabricat per Buick); la idea era simular els tubs d'escapament d'un avió (a part que equipaven altres detalls).
Doncs bé, aquest detall va anomenar-se "Ventiports", ja que ells permetien refrigerar el motor (posteriorment només "portholes"). Les "Venitports" han aparegut de forma esporàdica en diferents models de Buick.
Els models econòmics equipaven 3 i els de major cost, 4. Això va fer que es pogués reconèixer fàcilment els Buick més cars. Quan es van fer molt freqüents, fins que els compradors dels models superiors van queixar-se. El 2003, van ser introduïts de nou amb el Buick Park Avenue; quan va desaparèixer aquest, van aparèixer de nou al Buick Lucerne i, trencant amb la tradició, els "Ventiports" van passar a diferenciar els models de 6 cilindres, amb 6 sortides (3 per banda) i els models de 8 cilindres, amb 8 sortides (4 per banda).
Sweepspear

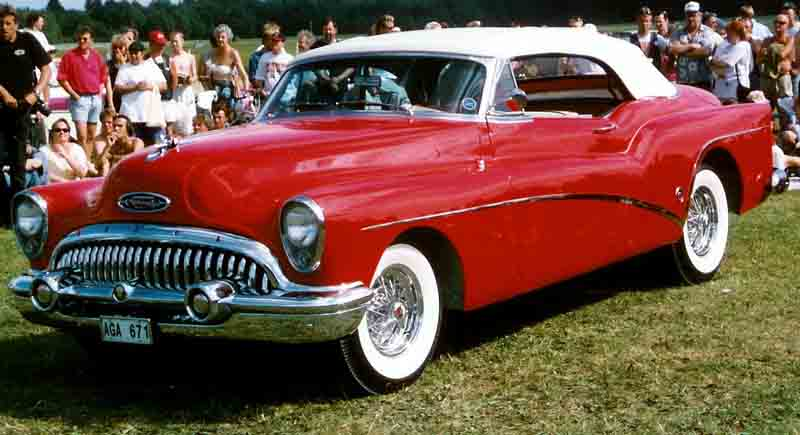
Buick Skylark del 1953 on apareix la Sweepspear

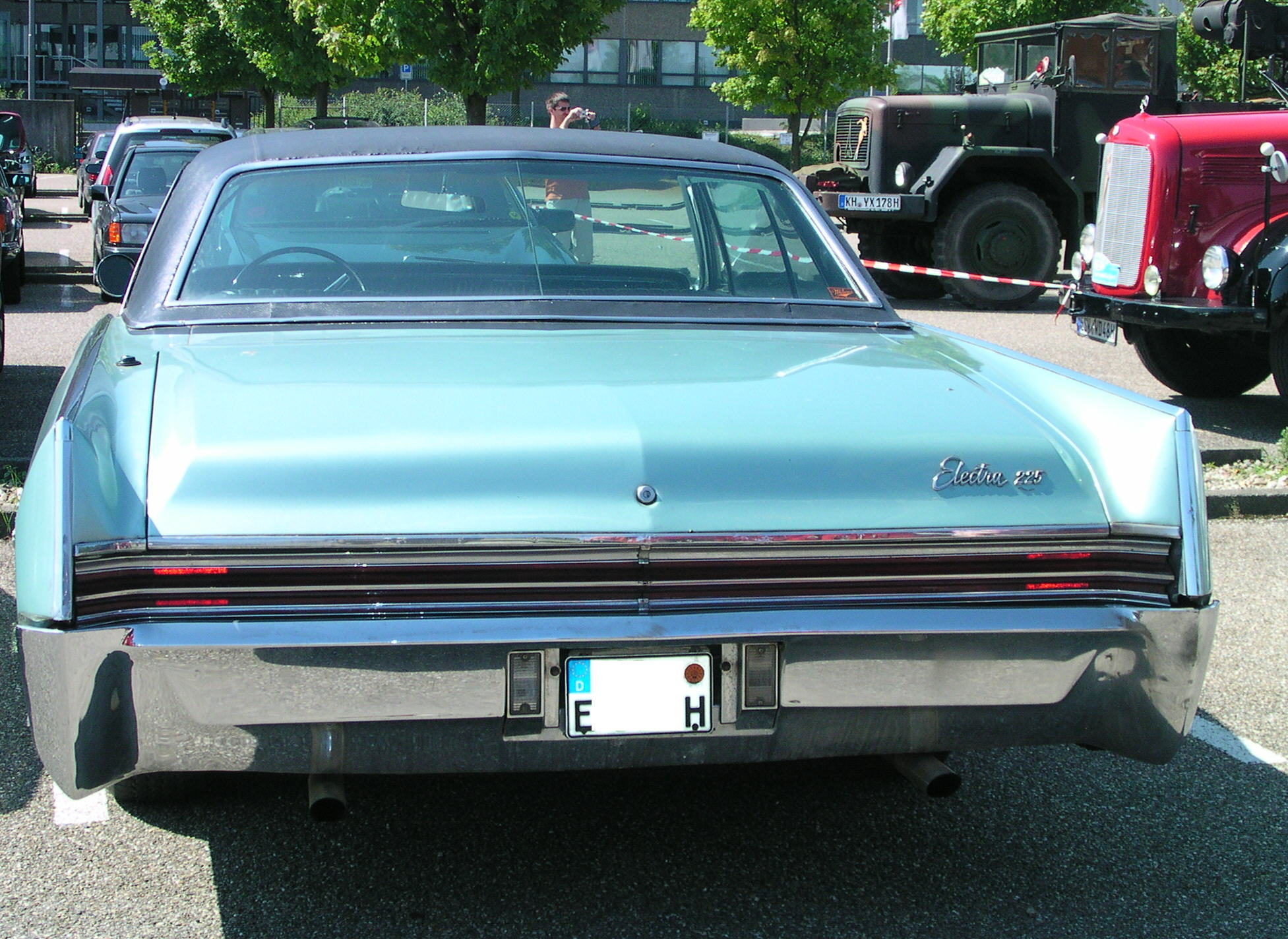
Buick Electra del 1966 on apareix els Wide taillamps

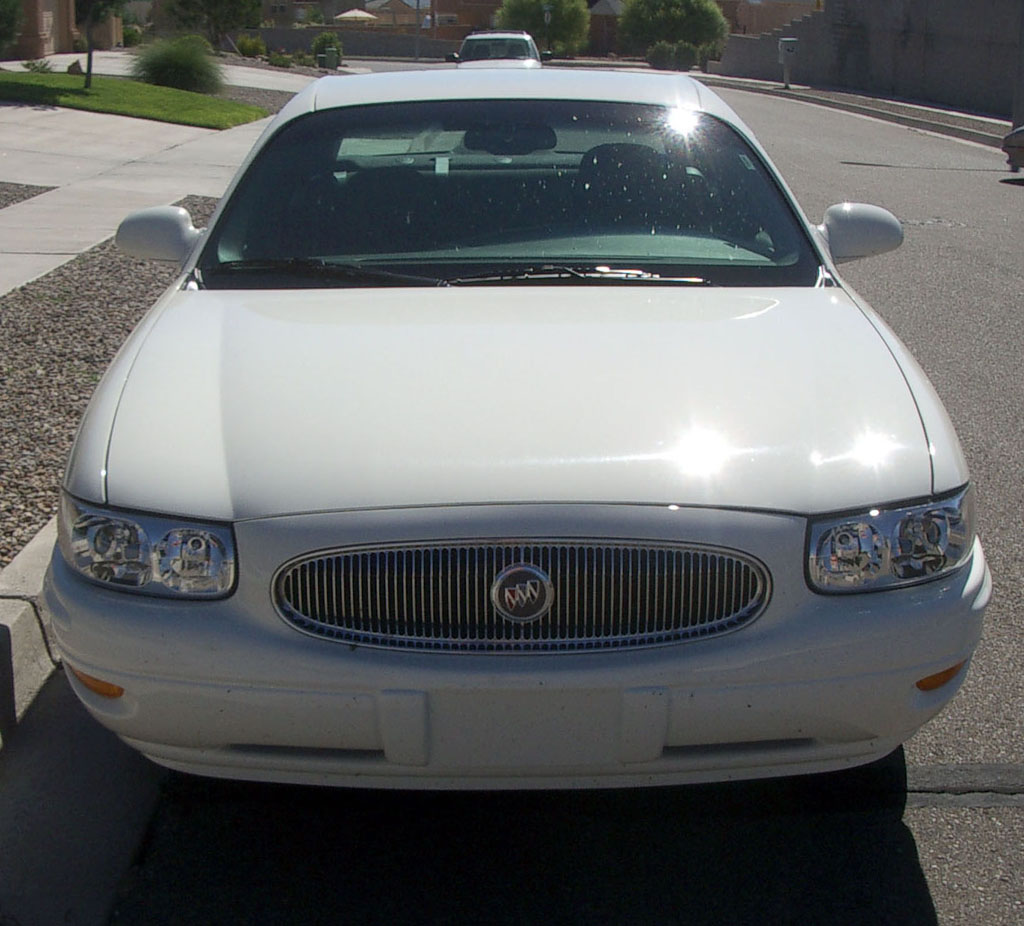
Buick LeSabre on apareix la dollar grin i la Trishield

Usada en els anys 1940 a 1970. Es tracta d'una línia corbada que recorre al llarg del vehicle. En els primers models, era una goma enganxada al vehicle de color plata-cromat que era recta des de la roda davantera fins a mitja porta, on es corbava en forma de "v" a la roda del darrere. Als anys 1950, aquesta franja separava 2 zones de colors diferents.
Wide taillamps
En els anys 1950, un tret característic dels Buick era el disseny dels llums posteriors, que tenien forma de bala. A principis dels anys 1960, molts models van usar llums posteriors més rectangulars, fins al Skylark i Electra del 1965, on els llums posteriors eren de grans dimensions i comprenien pràcticament tota la part posterior. Des d'aquest, les wide taillamps han sigut un tret característic de Buick.
Dollar grin
Un dels trets estilístics que va repetint-se amb els Buick (des de 1940) i que apareix i reapareix de manera intermitent és la graella horitzontal de forma ovalada amb un conjunt de barres cromades. Aquesta, molts cops se l'ha anomenat "dollar grin", particularment als models de principis dels 1950.
Sembla que Buick estigui preparant un nou disseny, inspirat aquest cop amb un disseny de cascada d'aigua a la graella (en comptes de ser llisa, fa com una petita corba a la part posterior d'aquesta, emulant a una cascada), tal com es pot observar al Buick Lucerne; aquest disseny s'assembla una mica a les graelles dels Buick del 1980, com la del Grand National.

## Presència mundial
A diferència de moltes marques de GM, Buick no té una vocació global, encara que la marca ha tingut presència en altres mercats fins fa poc. Alguns d'ells van ser fabricats a Europa o tenien algun equipament específic per aquest mercat fins al 1996.
Abans de la Segona Guerra Mundial, 1 de cada 5 cotxes a la Xina eren Buick.
Actualment, Xina, Estats Units i el Canadà és on es venen la majoria de Buick. Avui dia Buick és el segon fabricant a la Xina (darrere de Volskwagen) convertint-la en el mercat més extens.

## Llista de models fabricats per Buick
- Buick Apollo (1973 — 1979)
- Buick Allure (2005 — Actualitat, venut només al Canadà, com el LaCrosse)
- Buick Centurion (1971 — 1973)
- Buick Century (1936 — 1942, 1954 — 1958, 1973 — 2005)
- Buick Electra (1959 — 1990)
- Buick Enclave (2008 — Actualitat)
- Buick Estate Wagon (1940, 1946- 1964, 1970 — 1996)
- Buick Excelle (2003 — Actualitat, Un Daewoo Nubira, venut només a la Xina)
- Buick G-series (1999 — 2003, Un Buick Century, venut només a la Xina)
- Buick GL8 (2000 — Actualitat, venut només a la Xina)
- Buick Gran Sport (1965 — 1972)
- Buick GSX (1970 — 1972)
- Buick HRV (2004 — Actualitat, venut només a la Xina)
- Buick Invicta (1959 — 1964)
- Buick LaCrosse (2005 — Actualitat)
- Buick LeSabre (1959 — 2005)
- Buick Limited (1936 — 1942, 1958)
- Buick Lucerne (2006 — Actualitat)
- Buick Park Avenue (1991 — 2005)
- Buick Rainier (2004 — Actualitat)
- Buick Reatta (1988 — 1991)
- Buick Regal (1973 — 2004)
- Buick Rendezvous (2002 — Actualitat)
- Buick Riviera (1963 — 1999)
- Buick Roadmaster (1936 — 1958, 1991 — 1996)
- Buick Royaum (2005 — Actualitat, venut només a la Xina)
- Buick Skyhawk (1975 — 1980, 1982 — 1989)
- Buick Skylark (1953 — 1954, 1961 — 1972, 1975 — 1998)
- Buick Somerset (1985 — 1987)
- Buick Special (1936 — 1958, 1961 — 1969)
- Buick Sport Wagon (1964 — 1971)
- Buick Super (1940 — 1958)
- Buick Terraza (2005 — Actualitat)
- Buick Wildcat (1963 — 1970)